# Delamarentulus tristani
Delamarentulus tristani är en urinsektsart som först beskrevs av Filippo Silvestri 1938.  Delamarentulus tristani ingår i släktet Delamarentulus och familjen lönntrevfotingar. Inga underarter finns listade i Catalogue of Life.